# Ріко Льюїс
Рі́ко Марк Лью́їс (англ. Rico Mark Lewis; 21 листопада 2004, Бері, Великий Манчестер, Англія) — англійський футболіст, правий захисник клубу «Манчестер Сіті» та збірної Англії.  

## Клубна кар'єра
Ріко Льюїс є вихованцем «Манчестер Сіті». Він перебуває в системі клубу з 8 років. В 15 років дебютував за команду клубу до 18 років, а в сезоні 2021/2022 був її капітаном. В тому сезоні команда завоювала титул, а він став найкращим гравцем року віком до 18 років. Дебютував за основну команду «Манчестер Сіті» 13 серпня 2022 року в матчі Прем'єр-ліги проти «Борнмута», вийшовши на заміну.
5 жовтня 2022 року дебютував в Лізі чемпіонів проти «Копенгагена», замінивши Жуана Канселу.
2 листопада 2022 року вийшов в старті за «Манчестер Сіті», проти «Севільї» в Лізі Чемпіонів, забивши згодом свій перший гол у кар'єрі та встановив рекорд наймолодшого гравця (17 років і 346 днів), який забив у своєму першому старті в матчі Ліги Чемпіонів. Попередній рекорд належав Каріму Бенземі.
16 грудня 2023 року відзначився першим голом в Прем'єр-лізі в матчі проти «Крістал Пелес».

## Кар'єра в збірній
Виступав за збірні Англії віком до 16 та до 18 років.
21 вересня 2022 року дебютував за збірну Англії до 19 років в матчі кваліфікації на молодіжний чемпіонат Європи 2023 проти збірної Чорногорії.

## Клубна статистика
Станом на 20 січня 2023 року
| Клуб              | Сезон             | Чемпіонат         | Чемпіонат | Чемпіонат | Кубок    | Кубок | Кубок | Єврокубки | Єврокубки | Єврокубки | Інші матчі | Інші матчі | Інші матчі | Всього | Всього |
| Клуб              | Сезон             | Змагання          | Матчі     | Голи      | Змагання | Голи  | Матчі | Змагання  | Матчі     | Голи      | Змагання   | Матчі      | Голи       | Матчі  | Голи   |
| ----------------- | ----------------- | ----------------- | --------- | --------- | -------- | ----- | ----- | --------- | --------- | --------- | ---------- | ---------- | ---------- | ------ | ------ |
| Манчестер Сіті    | 2022–23           | Прем'єр Ліга      | 7         | 0         | КА / КЛ  | 3     | 0     | ЛЧ        | 2         | 1         | —          | —          | —          | 12     | 1      |
| Всього за кар'єру | Всього за кар'єру | Всього за кар'єру | 3         | 0         |          | 0     | 0     |           | 2         | 1         |            | —          | —          | 5      | 1      |

## Досягнення
«Манчестер Сіті»
- Чемпіон Англії: 2022-23, 2023-24
- Володар Кубка Англії: 2022-23
- Переможець Ліги чемпіонів УЄФА: 2022-23
- Володар Суперкубка УЄФА: 2023
- Переможець Клубного чемпіонату світу: 2023
- Володар Суперкубка Англії: 2024